# Tabala
Tabāla (in arabo ﺗﺒﺎﻟـة‎?) è una località della Tihāma, tra Ṭāʾif e lo Yemen, nell'area d'insediamento dei Banū Māzin.
A Tabāla si trovava il santuario del dio oracolare pagano preislamico Dhū l-Khalaṣa.